# Kölbåge

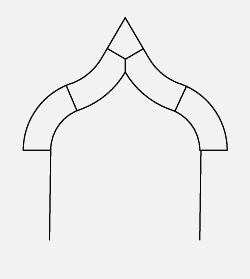
Kölbåge.

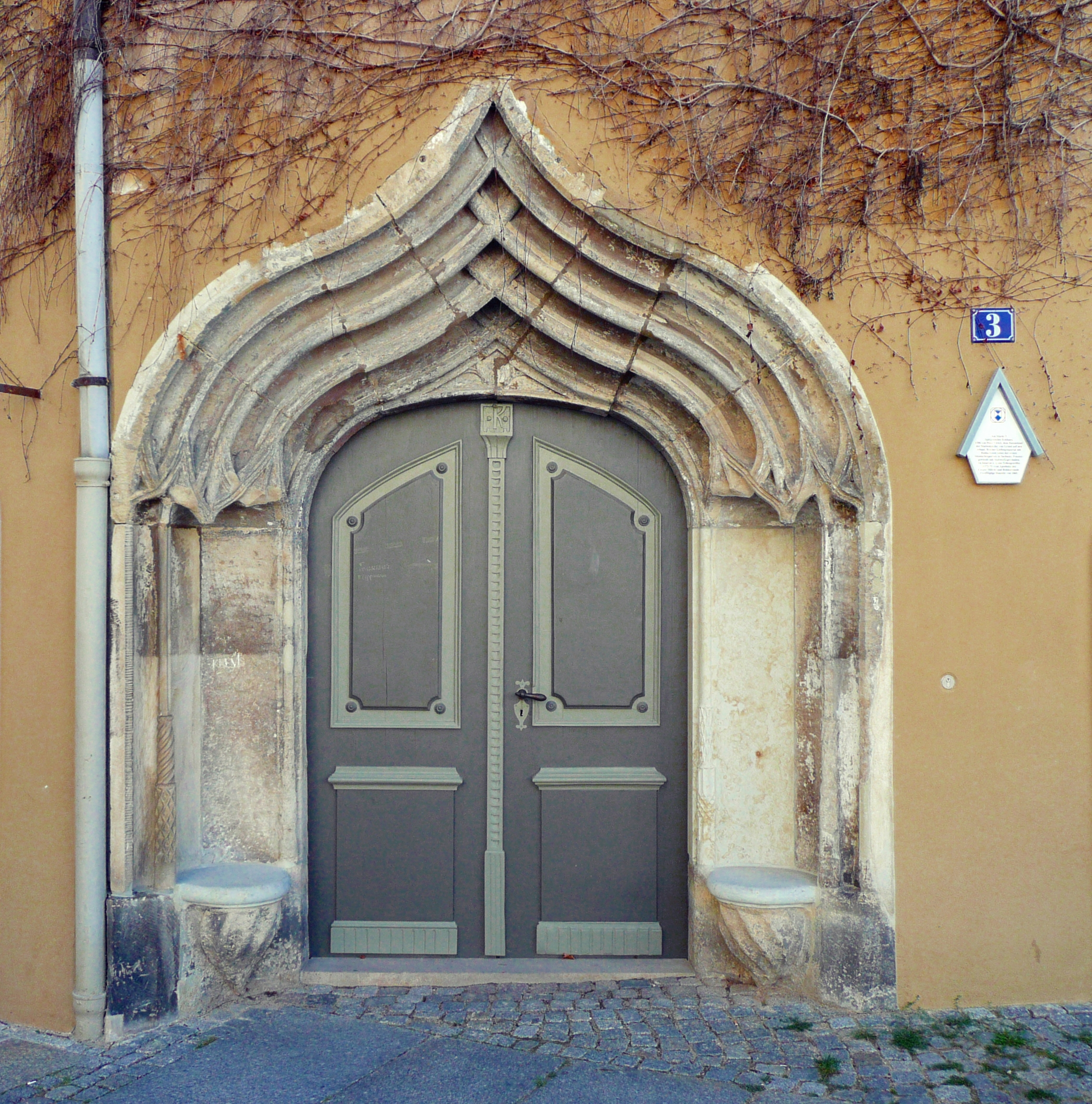
Portalen till Peter-Ulrich-Haus i Pirna.

En kölbåge eller åsneryggsbåge är en båge som består av antingen flera cirkelsegment (som illustrationen visar) eller två S-formade stenar. Bågen är konkav vid anfangen och konvex vid båghjässan, jämför karnisbåge och tudorbåge. 
I bland annat indisk arkitektur har kölbågen ofta markerade imposter. I gotisk arkitektur brukar kölbågarna vara högre än illustrationen visar.